# تورکواتو تاسو
تورکواتو تاسّو (به ایتالیایی: Torquato Tasso) شاعر ایتالیایی قرن شانزدهم (۱۱ مارس ۱۵۴۴–۲۵ آوریل ۱۵۹۵) است که شهرت او بخاطر کتاب اورشلیم آزادشده (۱۵۸۰) می‌باشد. کتابی که با تخیل زیاد، درگیری‌های مسلمانان و مسیحیان را در طول نخستین جنگ صلیبی و محاصرهٔ اورشلیم به تصویر کشیده‌است.

## زندگی

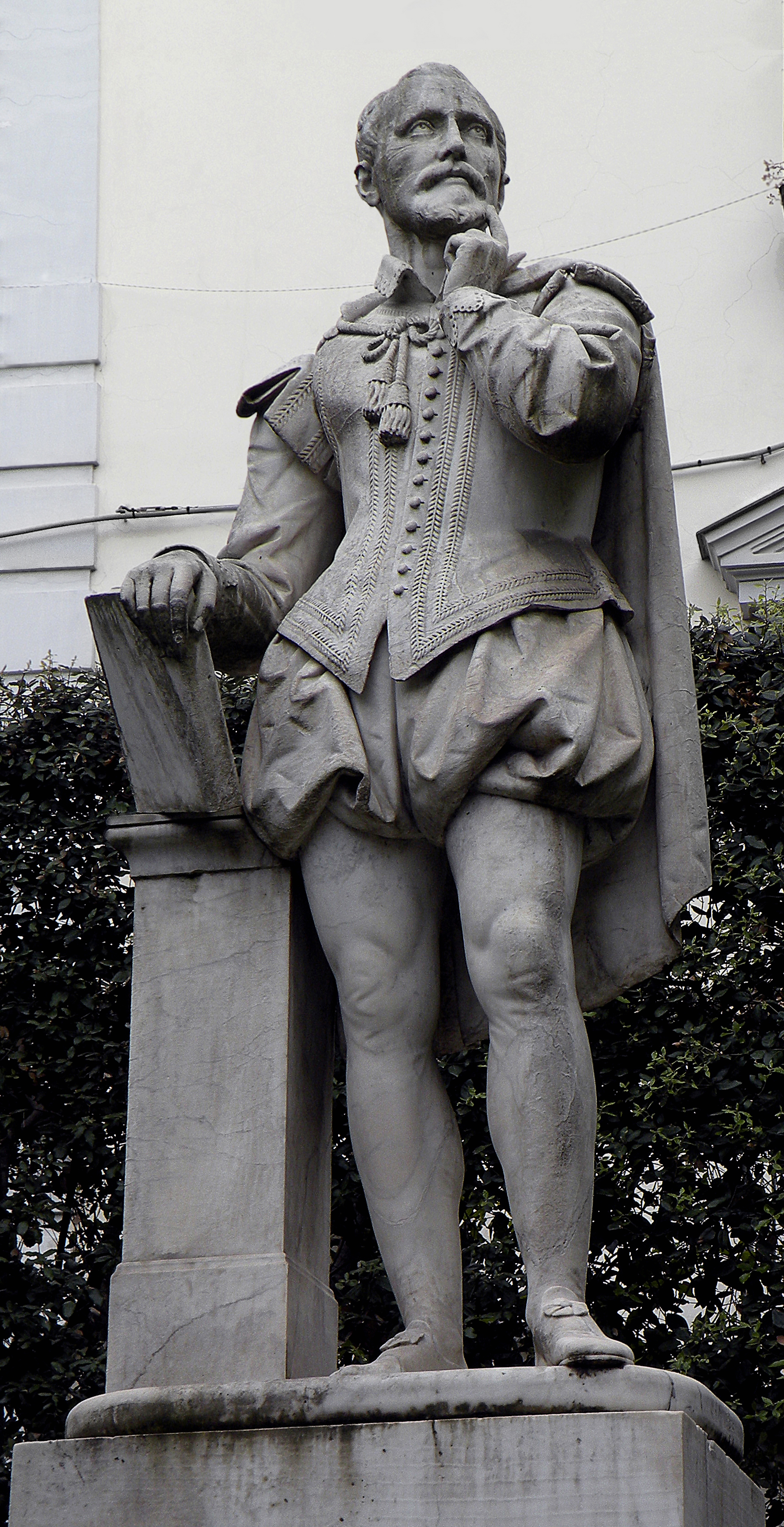
مجسمهٔ یادبودِ تاسو درسورنتو

تورکواتو تاسو در ۱۱ مارسِ ۱۵۴۴ در شهر سورنتوی ایتالیا به دنیا آمد. پس از طی برخی از دوره‌های مذهبی، در نوجوانی به طبع شاعری خود پی برد و از آن پس، تمام وقت خود را به ادبیات و شعر گذرانْد. مهم‌ترین اثر تاسو منظومه «رهایی اورشلیم» است. این منظومه که در ۲۰ بند و ۱۵ هزار بیت به بیان جنگ‌های صلیبی می‌پردازد، از هنگام انتشار به سبب قدرت شاعرانه و انعکاس طبع پرشور شاعر و تازگی شعر، ارزش فراوانی یافت و با وجود مخالفت‌های شدید مقامات مذهبی، در شمار برجسته‌ترین آثار شعری قرار گرفت. چندین هزار نامه از او بر جای مانده که دربارهٔ مسایل مربوط به عالم مادی، الهیات، اخلاق و مسایل ادبی است. تاسو را به دلیل به نظم کشیدن جنگ‌های صلیبی، همانند حکیم ابوالقاسم فردوسی در ایران دانسته‌اند.
در سال ۱۵۶۵ میلادی «الفونس دوک دوفراره»، تاسو را بخود جلب کرد و در سال ۱۵۷۱ همراه یک کاردینال به فرانسه رفت و مورد لطف بسیار شارل نهم قرارگرفت. بر اثر روابط عاشقانه‌ای که با خواهرزادهٔ دوک دوفراره داشت، مورد خشم دوک قرار گرفت و مجبور به فرار و دربدری شد. وی در سال ۱۵۹۴(؟) در فقر و ناامیدی بدرود حیات گفت. تاسو در اواخر عمر بیمار شد و از ناراحتی روانی هم رنج می‌برد.